# 本牧線

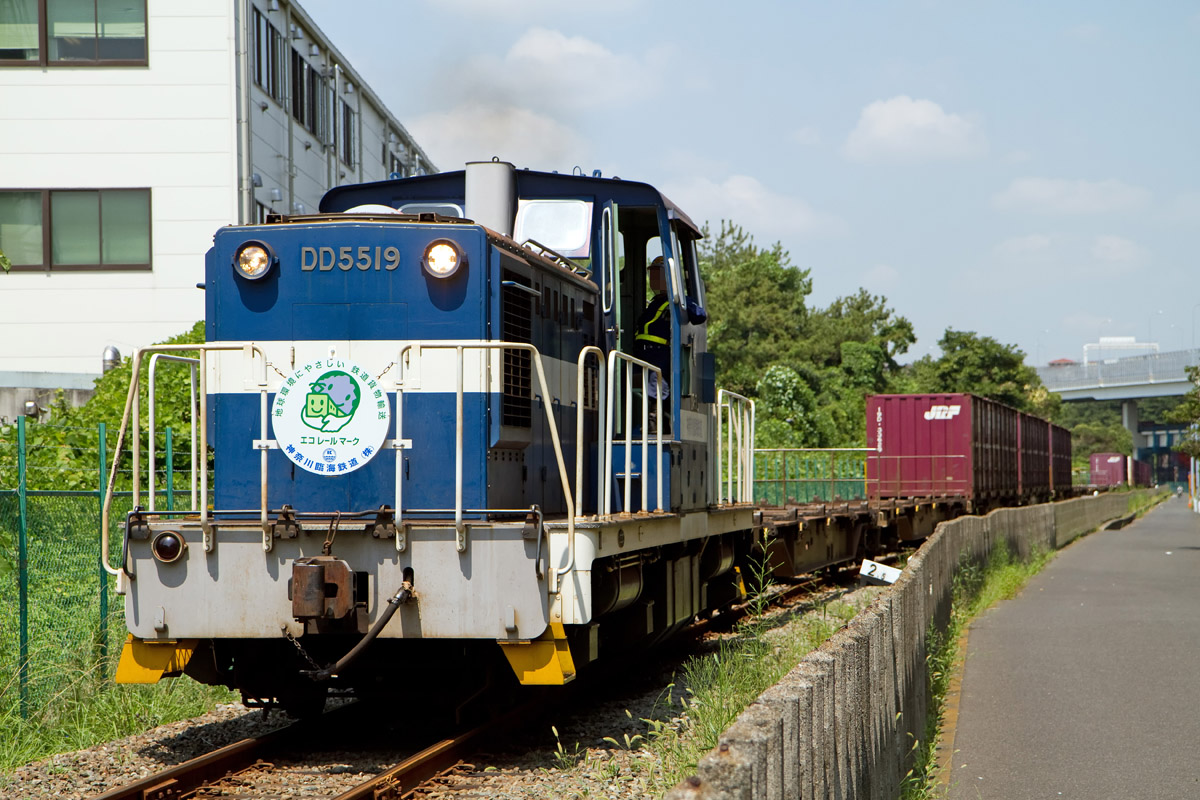
在本牧線行走貨運列車（2012年8月19日）

本牧線（日语：／ Hommok sen */?）是一條連接神奈川縣橫濱市磯子區根岸站至同市中區本牧埠頭站之間的神奈川臨海鐵道路線。

## 路線數據
- 管轄（事業類別）：神奈川臨海鐵道（第一種鐵道事業者）
- 路線距離（營業距離）：5.6公里
- 軌距：1067毫米
- 車站數目：3個（包括起終點站）
- 雙線區間：沒有（全線單線）
- 電氣化區間：沒有（全線非電氣化）
- 閉塞方式：電氣路籤閉塞

## 概要
鐵路線從JR根岸線根岸站分支，沿國道357號延伸的貨物鐵路線。路線周邊設有橫濱港標誌塔和本牧釣魚設施。沿線連接ENEOS根岸製油所和日產自動車本牧專用埠頭。當初只有車載貨物列車。在1990年代初，橫濱本牧站再次設置為一座處理貨櫃的貨運車站，以後路線中主要都是運送貨櫃列車。從橫濱本牧站處理貨櫃。在2010年3月前，設有連接仙台臨海鐵道仙台港站之間的貨櫃運送列車。另外，也會為橫濱市營地下鐵和都營大江戶線上行走的列車進行甲種輸送。
此路線上牽引的機車，包括了鹽濱機關區所屬的柴油機車DD55與DD60形式。這些車輛經常停泊在橫濱本牧站內的橫濱機關區。
神奈川臨海鐵道和橫濱市港灣局等各個港灣相關團體組成了「京濱港物流高度化推進協議會」，長期以來，該會一直致力於實現有效利用貨運車站和提供港口的新型物流服務。在這個目標下，在2008年4月起兩年之間，於橫濱港本牧埠頭BC碼頭總站旁邊的本牧埠頭站處開始試行處理貨櫃。在2010年3月時間表修正起，上述提及連接橫濱本牧站和仙台臨海鐵道仙台港站之間的貨櫃運送列車取消。

## 運行形態
由於橫濱本牧站內路軌配線。運行形態分為根岸站 - 橫濱本牧站和橫濱本牧站 - 本牧埠頭站兩個區間。截至2015年3月，1日行走於根岸站至橫濱本牧站之間設有3往返班次（當中1往返班次為單機），橫濱本牧站至本牧埠頭站之間設有2往返班次（當中1往返班次為單機），部分貨車會在橫濱本牧站繼續運送至其他車站。

## 歷史
- 1969年（昭和44年）10月1日 - 根岸至本牧埠頭之間開通[1]。
- 1990年（平成2年）3月10日 - 本牧操站改名為橫濱本牧站。

## 車站列表
根岸 –  橫濱本牧站 –  本牧埠頭

## 接續路線
- 根岸站：根岸線

## 註腳
1. ↑  磯子区歴史年表　昭和21年～45年 （页面存档备份，存于）（日語）　磯子區總務部